# Hotel New Hampshire
Hotel New Hampshire er en roman skrevet af John Irving og stammer fra 1981. 
Bogen tager udgangspunkt i den alternative familien Berrys liv. Vi møder, foruden en far (Win) og mor (Mary), således hele 5 unger samt hund, bjørn og mange andre interessante former for indslag. Bogen indeholder typiske Irving-elemeter i form af bjørne, Wien, incest og beskrivelser af livet i en lille aflukket flække. Hele molevitten krydret i bedste Irving-stil, dvs. med samme forudsigelighed som en cirkusforestilling. 

## Plot
Win og Mary er begge unge teenagere beboende i byen Dairy, Maine, da de tilfældigvis støder sammen under et sommerarbejde på Hotel New Hampshire. Her møder de bl.a. den mystiske østrigske magiker Freud, som på mange måder kommer til at symbolisere deres sommer, der er fyldt med magi, kærlighed og eventyr. Da sommeren lakker mod enden bliver Win og Mary forlovet og sammen tager de en spontan beslutning om at købe Freuds bjørn. Således træder Win i fodsporene af Freud og turnerer de amerikanske stater tynd i bestræbelserne på at få råd til sine studier på Harvard University. Dette lykkedes faktisk også efter en del besvær. Og mens Win uddanner sig, begynder Mary på at udbygge familien og opdrage dem. 
De fem børn er Franny, som også agerer substitut for hendes mor (efter morens død i en flyulykke), John, som er fortælleren, Frank, homoseksuel og psykisk ustabil, Lilly, som aldrig vokser en centimeter og Egg (æg), en umoden dreng med hang til at klæd sig i klovnekostumer og uniformer. John og Franny, som bogen mere eller mindre følger på tæt hold, ser dem selv som familiens mest normale, om end John selv anerkende, at ingen i denne familie er helt ved forstanden.
Mens Mary kæmper med at passe på disse excentriske personligheder, begynder Win at resignere på Harvard University og må efter pres fra familien flytte tilbage til Dairy, hvor han får arbejde som skolelærer. Dette tilfredsstiller dog ikke Win og han dagdrømmer om en anden og bedre tilværelse. Denne mulighed åbner sig for øjnene af ham, da han sammen med sin kone en aften slår et smut forbi en gammel, nedlukket pigeskole. Der er sommer i luften og Win puster liv i de gamle minder fra sommeren, hvor Mary og ham selv mødte hinanden på Hotel New Hamshire. Brødstykker af minder og muligheder bliver lagt sammen. Ren utopi og en uhørt tro på et ikkeeksisterende kundegrundlag går hånd i hånd og i en nærmest uhørt, naiv tilgang til tingene, slår Berry-familien dørene op til Hotel New Hampshire.
De skyhøje forventninger bliver erstattet af det diametral modsatte, da hverken forretningen eller familien løber særlig godt rundt. Franny løber ind i en massevoldlægt foretaget af egnes bedste football-spillere. Blandt disse slyngler er Fannys store forelskelse, quarterbacken Chipe Dove. Heldigvis for Franny kommer det sorte football-medlem Junior Jack hende til undsætning. Dette bliver samtidig starten på et livslang venskab, der senere i bogen udvikler sig til et forhold mellem de to. Hvis Frannys førstegangsoplevelse med sex kan betegnes som traumatiserende, må Johns første gang mildest talt betegnes som chokerende. John får nemlig gaflen under den noget ældre Ronda Ray, som er hotellets rengøringsdame. Dette er dog kun et overfladisk forhold, hvor John til sidst får en smule moralske skrupler, da han opdager at Ronda Ray kræver drikkepenge for sine tjenesteydelser. Granskningen af et af de evigt akutelle teenagerproblem fylder meget – også senere i bogen, hvor emner som prostitution og incest kommer på banen.
Gennem det gamle samtaleanlæg, der ikke blev pillet ned efter moderniseringen, hører John og Franny alt hvad der foregår på hotellet. De bliver således ajourført med gamle Iowa Bobs mange armbøjninger, den gamle koks snorken, den larmende stilhed på Ronda Rays værelse og Franks forsøg på at udstoppe deres gamle hund. Netop Franks fascination af udstopning, grænsende til en fetich, spreder sig efterhånden en rådden lugt gennem korridorerne, og skræmmer de, allerede i forvejen skræmte, gæster endnu længere væk. Da Win en dag modtager et brev fra Freud med tilbud om at bestyrer et hotel med en ny "smart" bjørn i Wien, tøver han ikke med at træffe den noget impulsive og drastiske beslutning. Familien skal rive rødderne op og flytte til Østrig. Dette eventyr starter dog som noget af et mareridt, da moren og Egg omkommer i flyet på vejen derover.
Alene er nu Win, John, Franny og Frank som sammen med Freud og bjørnen Susie (som i virkeligheden er et menneske) skal drive deres andet Hotel New Hampshire. Dette hotel huser bl.a. en del prostituerede på 1. sal samt en bunke radikale kommunister på toppen. Det er derfor noget af en omvæltning for den excentriske familie, der får sit at se til. Både på det ydre og indre plan kommer familien i alvorlige problemer. De ydre problemer eksemplificeret i form af dundrende underskud, konstante problemer med de prostituerede og en evig bekymring for de radikale kommunister, der planlægger en bombeaktion. På det indre plan bliver Franny og John forelsket og begår incest, hvorefter John må se sin forelskelse fordufte da Franny kommer i et lesbisk forhold til bjørnen Susie. Samtidig begynder Lilly at skrive stolpe op og ned omkring tingenes gang i det østrigske, mens John falder pladask for en af de radikale, som senere begår selvmord. Kulminationen på disse tragedier bliver forløst i et sandt drama, da Freud og Win afværger et bombeattentat mod Wiens operahus og samtidig befrier familien Berry og bjørnen Susie som var gidseltagere. Historien om/i historien, som bliver forfattet af Lilly, bliver sendt til USA, hvor en agent med stor succes transformerer manuskriptet om til en bestseller.
I bedste american-dream-stil flytter familien tilbage til USA, hvor de slår sig ned i New York. Men som i resten af historien bliver man som læser ikke spist af med en gættelig afslutning. Således bliver Franny en succesfuld skuespiller og gift med, den nu uddannede advokat, Junior Jones. Lily begår "litterært" og regulært selvmord. John køber det originale, nedlukkede, Hotel New Hampshire i Maine og finder lykken sammen med Susie, som har startet et krisecenter fra kvinder. Frank bliver Frannys agent og kommer højt på strå i Hollywood. Og Win får lov til at fortsætte sine dagdrømme om fyldte værelser i de tomme korridorer på Hotel New Hampshire.

## Karakterer
- John Berry
- Frank Berry
- Egg Berry
- Win Berry
- Freud
- Iowa Bob
- Ronda Ray
- Junior Jones
- Chip Dove
- Ernst
- Bitty Tuck
- Lenny Metz
- Chester Pulaski
- Susie

## Filmatisering
Bogen blev i 1984 filmatiseret, instrueret af Tony Richardson. I filmen spiller bl.a. Joodie Foster, Rob Lowe og Beau Bridges. En meget ung Seth Green spiller Egg.